# 五里庙站
五里庙站位于中华人民共和国安徽省合肥市包河区东二环路与巢湖南路交叉口地下，是合肥轨道交通4号线的地铁车站，工程站名巢湖路站。

## 车站结构
五里庙站位于当涂路与巢湖南路交叉口，沿当涂路南北向布置，车站为地下两层单柱双跨岛式站台，站台宽度12m，设3个出入口。